# گویلرمو فالاسکا
گیلرمو فالاسکا فرناندز  (به انگلیسی: Guillermo Falasca Fernández) (زاده ۲۲ اکتبر ۱۹۷۷ در آرژانتین) بازیکن دو ملیتی آرژانتینی اسپانیایی والیبال عضو تیم ملی والیبال اسپانیا است. فالاسکا از لژیونرهای موفق اسپانیایی است و سابقه عضویت در تیم های استد پوئتوین، کناک روزلار، استیل کازا تاویانو، لوپی سانتا کروچه، پالما، گریترس، پیاچنزا، آنکارا، یوگا فورلی، تی چی ویبو والنتیا و ناربون را در کارنامه خود دارد. فالسکا به همراه اسپانیا مدال طلا لیگ اروپا و قهرمانی اروپا را در سال ۲۰۰۷ به دست آورد. 